# Peptidnukleinsav
A peptidnukleinsav (PNS) a DNS-hez és az RNS-hez hasonló, mesterségesen előállított polimer.
A peptidnukleinsav-oligomerek 2017-től molekuláris biológiai folyamatokban, diagnosztikai assay-kben és antiszensz terápiákban használatosak. Nagyobb kötéserősségük miatt nem kell e célokra hosszú PNS-oligomer, melyek általában 20-25 bázis hosszú oligonukleotidot igényel. A hossz legfőbb célja a specificitás biztosítása. A PNS-oligomerek ezenkívül a komplementer DNS-ekhez való kötésben specifikusabbak: a PNS/DNS bázistévesztés kevésbé stabil a DNS/DNS tévesztésnél. Ez igaz a PNS/RNS duplexekre is. A PNS-t nukleázok és proteázok se ismerik fel, így ellenállnak a katabolizmusnak. A PNS-ek széles pH-tartományban stabilak. Bár a módosítatlan PNS nem halad át a sejtmembránon, a sejten áthatoló peptidek PNS-hez való kovalens kapcsolása növelheti ennek mértékét.
Nem ismert természetesen előforduló PNS, de a N-(2-aminoetil)-glicin, a PNS váza feltehetően a korai földi élet alapja volt, melyet cianobaktériumok állítanak elő, és neurotoxin.
A PNS-t Peter E. Nielsen, Michael Egholm, Rolf H. Berg és Ole Buchardt hozta létre 1991-ben.

## Szerkezet
A DNS-nek és az RNS-nek rendre dezoxiribóz és ribózváza van, míg a PNS váza ismétlődő N-(2-aminoetil)-glicinből áll, melyeket peptidkötések kapcsolnak össze. A purin- és pirimidinbázisokat metilénhíd (-CH2-) és karbonilcsoport (-(C=O)-) kapcsolja össze. A PNS-eket gyakran a peptidekhez hasonlóan írják le, első helyen N-terminális, utolsó helyen C-terminális végükkel.

## Kötések
Mivel a PNS vázában nincs foszfátcsoport, a PNS/DNS-szálak közti kötés erősebb a DNS/DNS-kötés az elektrosztatikus taszítás hiánya miatt. Ez azonban hidrofóbbá teszi, így nehéz a sejtekhez oldatban való szállítása eltávolítás nélkül. Korai, homopiridin szálakkal való kísérletek szerint egy 6 bázisos timin PNS/adenin DNS kettős hélix denaturációs pontja 31 °C volt szemben a megfelelő DNS/DNS duplexszel, mely 10 °C alatt denaturálódik. A vegyes bázisú PNS-ek a DNS-ekhez hasonlóan viselkednek bázispár-felismerés tekintetében. A PNS/PNS kötés erősebb a PNS/DNS kötésnél.
A PNS a DNS-sel tripla hélixet is alkothat.

## PNS-transzláció más nukleinsavakból
Néhány szerző peptidnukleinsavak szekvenciaspecifikus polimerizációjáról számolt be DNS vagy RNS templátokból. Liu és társai e polimerizációs módszereket működő PNS-ek létrehozására használták a fehérjékhez, aptamerekhez és ribozimekhez hasonló 3 dimenziós szerkezetek létrehozásához.

## PNS-világ-hipotézis
Feltételezések szerint a legkorábbi élet PNS-t használhatott annak rendkívüli ellenálló képessége, könnyű létrejötte és lehetséges spontán polimerizációja miatt 100 °C körül. (bár légköri nyomáson a víz e hőmérsékleten forr, a nagyobb nyomású víz magasabb hőmérsékleten forr). Ha így van, az élet csak később tért át DNS/RNS-alapú rendszerre. A PNS-világ-hipotézisre azonban nincs egyértelmű bizonyíték. Ha létezett, akkor az RNS-világ előtt kellett léteznie.

## Alkalmazása
Használatos például génexpresszió-változtatásra inhibitorként és promoterként, továbbá antigén- és antiszensz-terápiához, rák ellen, antivirális, antibakteriális és antiparazita szerként, molekuláris eszközként, bioszenzorként, DNS-szekvenciák észlelésére és a nanotechnológiában.
A PNS-ek használhatók nagy sebességű 16S rRNS-génszekvenálásra növény- és talajmintákban az azokat tartalmazó plasztisz- és mitokondriális szekvenciák erősítésének akadályozásával.

### Sejtben – Funkcionális antagonizmus/gátlás
2001-ben Strauss és társai a PNS-oligomerek élő emlőssejtekben való használatáról számoltak be. A Xist kromatinkötő régiót először nőstény egerek fibroblasztsejtjeiben és embrionális őssejtjeiben találták meg PNS molekuláris antagonistával. A PNS közvetlenül igazolta az lncRNS (hosszú nem kódoló RNS) funkcióját. Az lncRNS, a Xist közvetlenül az inaktív X kromoszómához kötődik. A funkcionális PNS-inhibíciós kísérletek alapján a Xist RNS egyes részei feleltek a kromatinkötésért, így az RNS-átirat doménrégióinak tekinthetők. A PNS molekuláris antagonistát élő sejtekhez adták, és gátolta a Xist inaktív X kromoszómával való asszociációját a nem kódoló RNS élő sejtekben betöltött szerepét vizsgáló PNS-interferenciás leképezéssel. A kísérletekben egy sejten áthaladó 19 bázispáros, a Xist RNS adott részével szembe célzott antiszensz PNS zavarta meg a Xit. A Xi H2A makrohisztonnal való kapcsolatát is gátolta a PNS-interferenciás leképezés.